# 加埃塔诺·克罗科
加埃塔诺·阿尔图罗·克罗科（義大利語：Gaetano Arturo Crocco，1877年10月26日—1968年1月19日）是一位意大利科学家暨航空先驱，意大利火箭协会创始人。

## 生平
1877年10月26日，克罗科出生在那不勒斯，但在巴勒莫长大，并在附近学校开始了数学和物理学习。1897年被都灵炮兵工程学院录取，1900年以中尉工程师学位毕业。1927年开始从事固体燃料火箭研究，并在1929年设计和开发出了意大利第一台液体火箭发动机。1932年起，他开始研究液化单元燃料（Monopropellant），成为该领域首批研究人员之一。
作为罗马大学航空学院院长，除了火箭推进方面的工作外，他还从事过飞行力学、结构设计和高空飞行的研究。
由于他早期在航空方面的努力，意大利于上世纪60年代初就成功发射了人造卫星。圣马可计划（San Marco programme）是美国宇航局与意大利空间委员会的合作项目，由美国宇航局提供运载火箭、场地设施以及帮助培训意大利人员。
1898年，克罗科曾服役于意大利陆军工程兵通信部，在遇到毛里齐奥·莫里斯（Maurizio Moris）将军后，就加入到他所率领的航空研究专业旅，并开始了一生的合作。当时，该旅正在罗马北部的布拉恰诺湖测试锚定气球。1904年来，克罗科开始了飞艇实验；1906年，他与奥塔维奥·里卡尔多尼（Ottavio Ricaldoni）一起，开发了具有革命性的半刚性柔性结构的1型飞艇；1908年10月31日，克罗科试飞了带方向舵和方位指示仪的改进版N1型飞艇，从维尼亚·迪·瓦莱（Vigna di Valle）飞到罗马并重新返回，在一个半小时内往返了50英里。N1型飞艇是有史来首艘以500米（1500英尺）高度飞越罗马的飞艇。1912年，克罗科和里卡尔多尼在布拉恰诺湖上测试了水上飞机，同时与其他研究人员（其中翁贝托·诺毕尔后来成为著名的极地探险家）一起试飞飞艇。在此期间，克罗科一直在研究螺旋桨的形状和截面，并1914年提出在罗马修建一座闭路风洞的计划；1923年，克罗科开始研究太空飞行、喷气推进和火箭燃料。1927年，克罗科所在的航空实验研究所获得了20万意大利里拉的融资（相当于今天的100万欧元）来开发在罗马东部塞尼BPD靶场测试的黑粉末燃料火箭。他转而对研究液体燃料，设计出意大利第一台液体火箭发动机，1930年在他儿子路易吉·克罗科（Luigi Crocco）的帮助下完成了测试。后来，二战爆发和资金不足限制了克罗科进一步的研究活动。他曾在1935年-1942年以及1948年-1952年曾二度担任航空工程学院院长，后来路易吉·布罗利奥（Luigi Broglio）接任了他的这一职位。那些年，克罗科发表过数百篇论文，并获得了很多的发明专利，以致他的学生们在打油诗中打趣道”我所看所用的，啊！我的克罗科，都是由你所制”。
二战后，克罗科重新焕发起对火箭和航天事业研究的激情，1950年他在航空工程学院开设了一门有关高级弹道学的信息课程。在就职演说中，他广泛谈论了人造卫星和火箭的轨道。1951年，他创立了汇聚所有航天科学爱好者的意大利火箭协会（AIR）。1951年，早在尤里·加加林太空飞行的整整十年前，他就举办过一次讨论载人飞船重返大气层问题的会议。后来他设计了一种平行段推进矢量，相较与叠加段，是一种未来的解决方案。1956年，克罗科80多岁时，作出了被认为是他对世界航天最重要贡献的，在罗马第七届国际宇航联合会大会上，他的《一年探索之旅-地球-火星-金星-地球》论文提出了利用火星和金星的引力提速，来极大地缩短太空飞船的航行时间。他的这一重大直觉，现被称为引力弹弓或重力辅助或变轨的理论。因而，美国宇航局建议所有从事星际飞行承包的公司研究他的这一理论，尤其是克罗科建的变轨操作观点。

## “克罗科任务”或“克罗科大巡游”

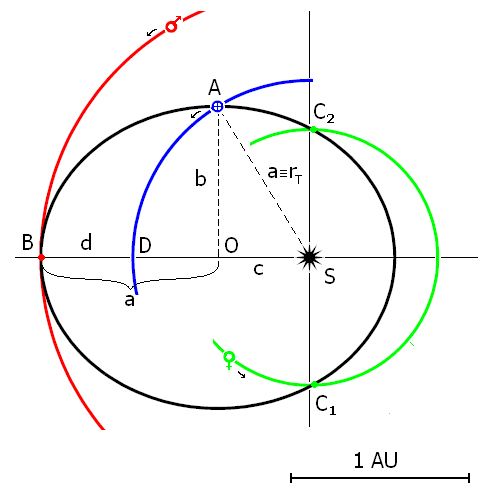
'克罗科大巡游'的简化方案，黑线为是克罗科预测的飞船飞行轨道，红、蓝、绿线分别代表地球、火星和金星的轨道和发射时行星所处的位置（用各自的天文符号标出）及与飞船的空间交会点。

根据他有关霍曼轨道的计算，英国科幻小说作家亚瑟·查理斯·克拉克曾表示，从地球到火星耗能最低的飞行至少需要259天，然后需在该红色星球上度过425天，等待行星重新排列，才能在259天内再次返回地球。克罗科认为这段时间太长，按照他设计的飞行轨道计算，利用火星引力的拉动，绕该星球作不落地飞行。火星引力将使飞船的轨道转向地球，飞行总长度将缩短为不到一年，唯一的不足是，在超过一百万英里的上空飞过火星时，能采集到的数据质量将会很差。克罗科补充说，如果宇宙飞船被重新导向金星而不是地球，它将会在更近的距离上飞越火星。宇航员的观察会更加满意，而且他们也可以观察金星，整个航行时间仍只为一年。他计算出从地球到火星的时间为113天，从火星到金星是154天和从金星回到地球只需98天，并断言首次“克罗科大巡游”将发生在1971年。他所设想的重力辅助变轨在今天的星际任务中已得到广泛的应用。

## 备注
1. ↑  .   [2017-11-10]. （原始内容存档于2018-08-11）.